# 吉米·胡德
吉米·胡德（1948年5月16日—2017年12月4日），是一名苏格兰工党政治家。从1987年到2015年，他一直担任国会议员。直到2005年，他一直代表克莱德斯代尔选区；之后代表拉纳克和东哈密尔顿（英国国会选区）。
2017年12月4日，胡德在拉纳克郡死于心脏病发作，享年69岁。